# العلاقات الألمانية الكازاخستانية
العلاقات الألمانية الكازاخستانية هي العلاقات الثنائية التي تجمع بين ألمانيا وكازاخستان.

## مقارنة بين البلدين
هذه مقارنة عامة ومرجعية للدولتين:
| وجه المقارنة                                              | ألمانيا                                                                              | كازاخستان                      |
| --------------------------------------------------------- | ------------------------------------------------------------------------------------ | ------------------------------ |
| المساحة (كم2)                                             | 357.41 ألف                                                                           | 2.72 مليون                     |
| عدد السكان (نسمة)                                         | 81.29 مليون                                                                          | 17.95 مليون                    |
| الكثافة السكانية (ن./كم²)                                 | 227.44                                                                               | 6.6                            |
| العاصمة                                                   | بون، برلين                                                                           | نور سلطان                      |
| اللغة الرسمية                                             | اللغة الألمانية                                                                      | اللغة القازاقية، اللغة الروسية |
| العملة                                                    | يورو، مارك ألماني                                                                    | تينغ كازاخستاني                |
| الناتج المحلي الإجمالي (بليون دولار)                      | 3.68 تريليون                                                                         | 159.41 مليار                   |
| الناتج المحلي الإجمالي (تعادل القوة الشرائية) بليون دولار | 3.92 تريليون                                                                         | 439.39 مليار                   |
| الناتج المحلي الإجمالي الاسمي للفرد دولار أمريكي          | 41.31 ألف                                                                            | 10.51 ألف                      |
| الناتج المحلي الإجمالي للفرد دولار أمريكي                 | 46.40 ألف                                                                            | 24.23 ألف                      |
| مؤشر التنمية البشرية                                      | 0.926                                                                                | 0.788                          |
| رمز المكالمات الدولي                                      | +49                                                                                  | +7                             |
| رمز الإنترنت                                              | .de                                                                                  | .kz، .қаз ‏                     |
| المنطقة الزمنية                                           | توقيت وسط أوروبا، ت ع م+01:00، ت ع م+02:00، توقيت أوروبا الوسطى المعياري (ت غ م +1) ‏ | ت ع م+05:00، ت ع م+06:00       |

## مدن متوأمة
في ما يلي قائمة باتفاقيات التوأمة بين مدن ألمانية وكازاخستانية:
- ترتبط زيندة مع أكتوبي باتفاقية توأمة.

## منظمات دولية مشتركة
يشترك البلدان في عضوية مجموعة من المنظمات الدولية، منها:
| علم المنظمة | اسم المنظمة                               | تاريخ انضمام ألمانيا | تاريخ انضمام كازاخستان |
| ----------- | ----------------------------------------- | -------------------- | ---------------------- |
|             | مؤسسة التمويل الدولية                     | 20 يوليو 1956        | 30 سبتمبر 1993         |
|             | منظمة حظر الأسلحة الكيميائية              | 29 أبريل 1997        | ?                      |
|             | يونسكو                                    | 11 يوليو 1951        | 22 مايو 1992           |
|             | الاتحاد الدولي للاتصالات                  | 1866                 | 23 فبراير 1993         |
|             | الأمم المتحدة                             | 18 سبتمبر 1973       | 2 مارس 1992            |
|             | منظمة الشرطة الجنائية الدولية             | ?                    | ?                      |
|             | مجموعة الموردين النوويين                  | ?                    | ?                      |
|             | البنك الدولي للإنشاء والتعمير             | 14 أغسطس 1952        | 23 يوليو 1992          |
|             | منظمة الأمن والتعاون في أوروبا            | 25 يونيو 1973        | 30 يناير 1992          |
|             | الاتحاد البريدي العالمي                   | 1 يوليو 1875         | ?                      |
|             | مؤسسة التنمية الدولية                     | 24 سبتمبر 1960       | 23 يوليو 1992          |
|             | الفريق المعني برصد الأرض                  | ?                    | ?                      |
|             | بنك التنمية الآسيوي                       | 1966                 | 1994                   |
|             | المركز الدولي لتسوية المنازعات الاستشارية | 18 مايو 1969         | 21 أكتوبر 2000         |
|             | وكالة ضمان الاستثمار متعدد الأطراف        | 12 أبريل 1988        | 12 أغسطس 1993          |

## وصلات خارجية
- موقع وزارة الخارجية الألمانية
- موقع وزارة الخارجية الكازاخستانية